# Moplah-Aufstand
Der Moplah-Aufstand war ein Aufstand keralesischer Muslime, die Moplah oder Mappila genannt werden, gegen die britische Kolonialmacht im heutigen indischen Bundesstaat Kerala, der von 1921 bis 1922 blutig niedergeschlagen wurde. Der Moplah-Aufstand war zwar miserabel organisiert, dennoch entwickelte er sich zur größten Herausforderung für die britischen Herrschaft in Indien seit dem großen Aufstand von 1857.

## Ursachen
Die Briten bevorzugten, schon unmittelbar nachdem sie das Gebiet von Tipu Sultan „erworben“ hatten, ab 1792 die hinduistische Landbesitzerklasse (jenmie). In mehreren kleineren Aufständen waren Moplahs durch besondere Grausamkeit aufgefallen. 1854 wurden die Moplah Acts erlassen, die Kollektivstrafen und Inhaftierung ohne Gerichtsbeschluss erlaubten. 1884 wurde die 100 Mann starke Polizeitruppe Malappuram Specials aus Hindus der Nair- und Tiyya-Kasten geschaffen, um für Ruhe zu sorgen.
Die durch den Ersten Weltkrieg verursachte massive Inflation betraf die bäuerliche Bevölkerung besonders stark, da die Preissteigerungen sich hauptsächlich auf industriell gefertigte Güter wie Kleidung und Werkzeuge auswirkten, die zugekauft werden mussten. Der Preis landwirtschaftlicher Rohprodukte stieg bedeutend weniger. Verschärfend wirkten sich Zollerhöhungen und die Einführung einer neugestalteten Einkommensteuer 1917 aus.
Zwar waren die örtlichen Muslime in ihrer antibritischen Haltung von der Kalifat-Kampagne inspiriert, die Rebellion entwickelte sich aber auch aus der aufkommenden Unabhängigkeitsbewegung um Mohandas Gandhi heraus. Die Moplahs hatten etwa 55.000 erwachsene Männer, die zusammen über nicht mehr als 3000 Feuerwaffen verschiedener Art verfügten. Fast jeder hatte jedoch einen Säbel.

## Kampfhandlungen

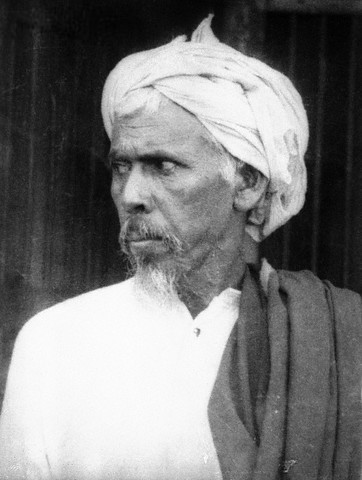
Ali Musliyar kurz vor seiner Hinrichtung 1922

Die Kampagne ähnelte eher den Zulukriegen als moderner Kriegführung. Obwohl die Briten an Material weit überlegen waren, konnten sie im schwierigen Gelände mit ihren gepanzerten Fahrzeugen die wenigen Straßen nicht verlassen, die Bewaldung machte Kavallerieeinsatz, Luftaufklärung und Bombenangriffe unmöglich und Funkgeräte arbeiteten, vermutlich wegen des hohen Anteils magnetisierten Eisens im Boden, nicht.
Der Zündfunke zum Aufstand war eine Hausdurchsuchung am 25. Juli 1921 bei Vadakkeveettil Mohammed, dem örtlichen Vertreter der Kalifat-Bewegung in Pukkottur, in dessen Folge in eine friedliche Demonstration geschossen wurde. Die verschreckten Behörden forderten Truppen an. Die Moplah-Anführer riefen das Moplah Khilafat unter einer islamischen Flagge aus. Die Taluks Ernad und Valluvanad wurden zu Kalifats-„Königreichen“ erklärt. Es kam zu Plünderungen und der Ermordung von Hindus, die aus ihren Wohnungen vertrieben wurden. Im Zuge dessen wurden mindestens 100 Hindu-Tempel angegriffen oder zerstört und eine große Zahl von Hindus gewaltsam zum Übertritt zum Islam gezwungen.
Am 13. August kamen in Calicut drei Züge des Leinster-Regiments an, um die bereits dort stationierten zwei zu verstärken. Ein Zug wurde inland nach Malappuram befohlen. Eine Kompanie mit 100 Mann unter Captain McEnroy setzte sich am 20. August in Marsch, um in der Gegend von Tirurangadi der Polizei bei der Suche nach Waffen zu helfen. Er fand sich bei Ankunft einer Menge von 5000 gegenüber, die mit Hieb- und Stichwaffen ausgestattet waren, wozu traditionell das Moplah-Schwert gehörte. McEnroy ließ nicht, wie General Reginald Dyer zwei Jahre vorher beim Massaker von Amritsar, in die Menge feuern, da er mangels erklärtem Kriegsrecht nicht glaubte, die entsprechende Ermächtigung zu haben. Auf dem Rückzug nach Calicut wurden zwei Offiziere und einige Mann getötet, ein paar Waffen fielen den Aufständischen in die Hände.
Ali Musliyar aus Tirurangadi, ein Anführer der Moplah, ordnete am 22. August die Erstürmung von Polizeiposten und Amtsgebäuden an. Generalmajor Sir John Burnett-Stuart in Madras übernahm nun das Kommando über die Truppen, wobei Oberst E. T. Humphreys des Leinster-Regiments sein Feldkommandant wurde. Am 26. August startete McEnroy mit seiner Kompanie den Versuch, die Garrison in Malappuram zu entsetzen. Auf dem Weg wurden die modern ausgerüsteten Truppen von etwa 2000 Aufständischen überfallen. In den folgenden Stunden wurden über 400 Angreifer getötet, wohingegen die Briten kaum Verluste hatten. Im September wurde das Kriegsrecht ausgerufen. Zugleich wurde am 30. September die 300 Mann starke Malabar Special Police (MSP) geschaffen, die bald auf doppelte Stärke aufgestockt wurde.
Die Briten versuchten in drei Kolonnen gegen die Aufständischen vorzugehen, die sich bald darauf verlegten, den nur über die Straßen vorrückenden Briten aus dem damals noch bestehenden Dschungel in den Rücken zu fallen. Ein Überfall am 21. Oktober auf Gurkha-Truppen kostete die Moplah 45 Tote, gegenüber 3 Verwundeten. In Folge kam es zur kompletten Zerstörung von Dörfern durch britische Truppen. Bei einer solchen Aktion am 25. Oktober durch Angehörige des Dorset-Regiment, denen bald ein Ruf besonderer Grausamkeit vorauseilte, wurden in Melmuri 246 Einwohner, von denen die wenigsten Rebellen waren, abgeschlachtet.
Nachdem im November weitere Verstärkungen eingetroffen waren, fühlten sich die Briten stark genug, in das Kernland der Rebellion (das etwa 25 × 40 km groß war) vorzudringen. Es wurde geschätzt, dass sich dort etwa 7000 Bewaffnete befanden. Die einzelnen Bataillone rückten auf breiter Front vor. Zu den ankommenden Truppen gehörten auch eine Abteilung der Burma Rifles, die sich hauptsächlich dadurch „auszeichneten“, dass sie von Kämpfen im Dschungel nicht nur mit abgeschnittenen Rebellenköpfen zurückkehrten, sondern auch verschiedene Wildtiere zum Verzehr mitbrachten. Auf dem Fluss Beypore patrouillierten 13 Boote, auf denen jeweils ein Lewis-MG installiert war. Nach einigen kleineren Gefechten am 13. November griffen am 14. November im Morgengrauen etwa 2500 Aufständische den Posten von Pandikkad an, der von einer Gurkha-Kompanie gehalten wurde. Tatsächlich beteiligten sich jedoch nur 500 direkt am Angriff, der Rest sah zu oder plünderte in der Nähe. Etwa 70 Mann konnten in den Posten eindringen, die jedoch dann sämtlich von den Gurkhas getötet wurden, und die beim folgenden Ausfall etwa 200 bis 300 weitere Angreifer töteten. Es fiel ein britischer Offizier, die Gurkhas hatten 37 Verwundete.
Bis Anfang Dezember 1921 wurden die restlichen Gruppen Bewaffneter aufgerieben. Einzelne vergebliche Angriffe erfolgten bis Februar 1922 aus dem Dschungel der Nilgiriberge heraus. Danach waren die Moplah so vollkommen geschlagen, dass sie als politische Kraft im Unabhängigkeitskampf keinerlei Rolle mehr spielten. In den 1930er Jahren wurden die Verkehrsverbindungen in der Region ausgebaut, um die Beweglichkeit von Truppen bei künftigen Aufständen zu gewährleisten. Die MSP wurde beibehalten und als schlagkräftige paramilitärische Truppe mehrfach im Süden Indiens eingesetzt. Die Mannschaftsstärke betrug 1936 752 in vier Kompanien, ab 1932 wurden auch Moplahs aufgenommen (1936: 48 Mann).

### Opfer

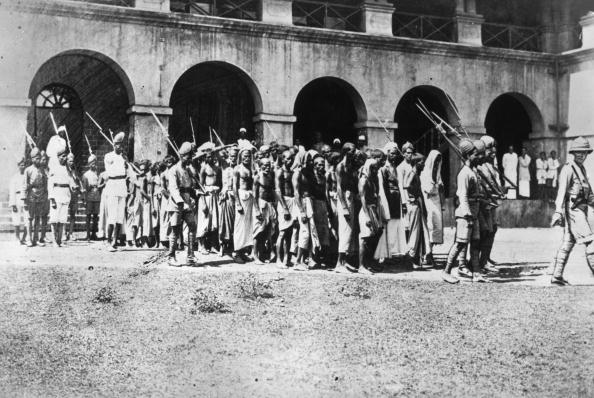
Gefangene in Calicut auf dem Weg zum Gericht, 25. September 1925

Bei einem Gefangenentransport nach Coimbatore am 19. November erstickten von den 100 in den Viehwagen gepackten Personen 56 während der Fahrt, 14 weitere starben bald darauf. Die britische Regierung zahlte den Familien der Verstorbenen je 300 Rupien Entschädigung, obwohl der verantwortliche Polizeisergeant für unschuldig befunden wurde.
Offizielle britische Verlustzahlen von Januar 1922 weisen seitens der Rebellen 2266 Tote aus, 1615 Verwundete, 5688 Gefangene und über 32.000, die freiwillig aufgaben. Davon abweichende Zahlen nennen andere Quellen: 2337 offizielle, geschätzt bis 10.000 Tote sowie 45.404 Gefangene insgesamt. Auf britischer Seite fielen je 24 Soldaten und Polizisten, dazu kamen 103 verwundete Soldaten und 29 verwundete Polizisten. Eine unbekannte Zahl von Hindus starb auf teilweise grausamste Art in den Händen der Aufständischen. Die vier verhafteten Anführer wurden im Januar 1922 hingerichtet.